# It's the Same Old Song
Singles de The Four Tops
I Can't Help Myself (Sugar Pie Honey Bunch)
(1965) Something About You
(1965)
It's the Same Old Song est une chanson écrite par le trio Holland-Dozier-Holland et interprétée par le groupe de soul américain The Four Tops en 1965. Sortie en 45 tours le 9 juillet 1965, elle est incluse dans l'album Four Tops Second Album publié en novembre.
La chanson est aujourd'hui l'un des titres phare des Four Tops. Elle a atteint la 5e place dans le Billboard Hot 100 et s'est classée no 2 dans le palmarès Hot Rhythm & Blues Singles. Elle a également atteint la 34e position au Royaume-Uni.

## Écriture et enregistrement
Au départ, le trio d'auteurs-compositeurs Brian Holland, Lamont Dozier et Eddie Holland écrit It's the Same Old Song pour les Supremes. Le groupe enregistre une maquette en mai 1965, avant celle des Four Tops en juillet de la même année. Cette première version est restée inédite jusqu'en 2017. Une seconde version enregistrée dans un style très similaire à celui des Four Tops sort en 1967 sur l'album The Supremes Sing Holland-Dozier-Holland.
Après le succès de I Can't Help Myself (Sugar Pie Honey Bunch), classé no 1 en juin 1965, Columbia, l'ancien label des Four Tops, réédite leur single de 1960 Ain't That Love. Pour les contrecarrer, Berry Gordy demande qu'un nouveau single des Four Tops soit publié dans un délai d'une journée.
Holland, Dozier et Holland reprennent les bases de la chanson écrite pour les Supremes, et travaillent toute la nuit pour la réécrire. L'enregistrement, le mixage et le pressage des disques sont réalisés en moins de 24 heures. Vers 15 heures le lendemain, 1 500 exemplaires de It's the Same Old Song sont livrés aux DJs de différentes radios à travers le pays. Le single est en vente chez les disquaires le lundi suivant et la chanson atteint finalement la 5e position dans le classement pop du magazine Billboard et la 2e place du palmarès rhythm & blues.
It's the Same Old Son est très similaire à I Can't Help Myself dans les progressions de la mélodie et des accords, qui est lui-même est très proche de Where Did Our Love Go des Supremes. Dans une interview au magazine Performing Songwriter, Lamont Dozier explique qu'il a pris la même ligne de basse que I Can't Help Myself et l'a inversée. « Les accords sont différents, mais fondamentalement, nous avons gardé le même feeling ». Cependant, le critique Maury Dean conteste qu'il y ait beaucoup de choses en commun avec I Can't Help Myself, disant qu'il s'agit « d'un nouveau traitement dynamique, avec juste un soupçon des tambours tonitruants de Benny Benjamin, faisant écho à I Can't Help Myself ».
Des critiques ont remarqué la similitude du principal riff instrumental de la chanson avec le riff de marimba dans la chanson Under My Thumb des Rolling Stones, qui est publiée presque un an plus tard, le 15 avril 1966, sur leur album Aftermath,.

## Personnel
- Levi Stubbs : chant principal
- Abdul "Duke" Fakir, Renaldo "Obie" Benson, Lawrence Payton : chœurs
- The Andantes (Jackie Hicks, Marlene Barrow et Louvain Demps) : chœurs
- Instrumentation par The Funk Brothers et l'Orchestre symphonique de Détroit (cordes)
  - Mike Terry : saxophone baryton[4]

- Produit par Brian Holland et Lamont Dozier

## Classements
| Palmarès (1965)                                              | Meilleure position |
| ------------------------------------------------------------ | ------------------ |
| Canada - RPM Top Singles                                     | 30                 |
| États-Unis - Billboard Hot 100                               | 5                  |
| États-Unis - Billboard Hot Rhythm & Blues Singles            | 2                  |
| États-Unis - Cashbox Top 100                                 | 6                  |
| Royaume-Uni - UK Singles Chart (The Official Charts Company) | 34                 |

| Palmarès (1965)              | Rank |
| ---------------------------- | ---- |
| États-Unis Billboard Hot 100 | 83   |
| États-Unis Cashbox Top 100   | 61   |

## Autres versions
La chanson a fait l'objet de nombreuses reprises par différents artistes,,. Parmi les plus célèbres, on peut citer notamment :
- Le groupe néerlandais The Motions qui obtient un hit dans le Top 10 aux Pays-Bas (1966).
- Le chanteur Ray Brown qui se classe dans le Top 10 australien (1967).
- Bobby Vee, dans un medley I Can't Help Myself (Sugar Pie, Honey Bunch) / It's the Same Old Song paru sur l'album Do What You Gotta Do (1968).
- Jonathan King (sous le nom de The Weathermen) qui atteint le Top 20 britannique et vend plus de 250 000 exemplaires en 1971.
- KC and the Sunshine Band dans une version disco parue en single en 1978, et sur l'album Who Do Ya Love.
- Martha Reeves sur un single sorti en 1990.
- Boyz II Men, dans un medley It's the Same Old Song / Reach Out I'll Be There sur Motown: A Journey Through Hitsville USA (2007)
- Gilbert Montagné, sur l'album Get Ready (2006)
- Rod Stewart, sur Soulbook (2009)
- Garou, sur Soul City (2019)

Les paroles de It's the Same Old Song sont adaptées en français par Georges Aber sous le titre Moi je danse, et la chanson est enregistrée par Sylvie Vartan pour sortir sur son album 2'35 de bonheur en 1967.
En 1971, Claude François et Colette Rivat l'adaptent à leur tour en français sous le titre C'est la même chanson. Elle sort en 45 tours en mai, puis en juin sur l'album qui porte le même titre. Cette version est elle-même reprise par François Valéry en 1989, en single, avant de figurer sur sa compilation Vies antérieures en 1992 ; par Dave sur l'album Ils chantent Claude François en 1998 ; et par M. Pokora en 2016 sur son album My Way.
Il en existe également des versions en suédois (Samma gamla sång par Siw Malmkvist en 1967) , en allemand (Es liegt nur an Dir par Buddy Caine, 1967) et en portugais (Eu Não Sou Bombom par Angélica en 1989).

## Dans la culture populaire
La chanson est présente dans plusieurs films ou séries télévisées, notamment dans Sang pour sang de Joel et Ethan Coen en 1985.
Les Four Tops interprètent eux-mêmes la chanson dans plusieurs publicités américaines, en changeant le titre par It's Not the Same Old Side ou It's Not the Same Old Show. En France, It's the Same Old Song est utilisée dans une pub pour les biscuits apéritifs Crackers de Belin en 2000.